# La Quotidiana
La Quotidiana ([lɐkuə̯tidɪ̯anɐ]ⓘ; rätoromanisch für «die Tageszeitung»; von lateinisch quotidianus, ‹täglich›) ist die einzige bündnerromanische Tageszeitung. Sie erscheint im Verlag Somedia (früher Südostschweiz Medien) und wird seit 2020 von der Fundaziun Medias Rumantschas produziert. Der Sitz der Zeitung war zwischenzeitlich Ilanz, wurde aber wieder nach Chur verlegt. La Quotidiana erscheint von Montag bis Freitag.
La Quotidiana ist in den traditionellen fünf Idiomen, die eine eigene Schriftsprache besitzen, sowie auf Rumantsch Grischun geschrieben; überproportional vertreten ist das Idiom Surselvisch, in dem oft mehr als die Hälfte der Artikel verfasst sind, da die Quotidiana in den anderen romanischsprachigen Gebieten Sutselva, Engadin und Surmeir relativ wenige Abonnenten hat.

## Geschichte
Die Zeitung entstand 1997 mit Hilfe und zusammen mit der Nachrichtenagentur Agentura da Novitads Rumantscha (ANR). Sie integrierte die regionalen, im entsprechenden Idiom ein- bis mehrmals wöchentlich erscheinenden bündnerromanischen Zeitungen Gasetta Romontscha (Surselvisch), Casa Paterna/La Pùnt (Surselvisch/Sutselvisch) und Fögl Ladin (Puter/Vallader) sowie die rätoromanische Seite La Nova des Bündner Tagblatts; nur die Pagina da Surmeir (Surmeirisch) blieb selbständig. Die Quotidiana führte daher eine Rubrik Vousch da Surmeir ein.
In den 25 Jahren ihres Bestehens ist die verkaufte Auflage der Quotidiana von täglich maximal 7500 auf weniger als 4000 Exemplare geschrumpft. Die Quotidiana erreichte damit nie die Gesamt-Abonnementszahl der integrierten Zeitungen und heute noch weniger als die Hälfte. Die wöchentliche Gesamtauflage erreicht auch nicht mehr die damalige der fusionierten Zeitungen:
| Abonnemente          | 1996   | 1997  | 2018  |
| -------------------- | ------ | ----- | ----- |
| Gasetta Romontscha   | 5'645  |       |       |
| Casa Paterna/La Pùnt | 1'600  |       |       |
| Fögl Ladin           | 3'255  |       |       |
| Total                | 10'500 |       |       |
| La Quotidiana        |        | 7'500 | 3'686 |

| Wöchentliche Auflagen      | 1996   | 1997   | 2018   |
| -------------------------- | ------ | ------ | ------ |
| Gasetta Romontscha (2 ×)   | 11'290 |        |        |
| Casa Paterna/La Pùnt (1 ×) | 1'600  |        |        |
| Fögl Ladin (2 ×)           | 6'510  |        |        |
| Total                      | 19'400 |        |        |
| La Quotidiana (5 ×)        |        | 37'500 | 18'430 |

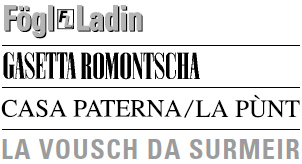
Die Logos der integrierten Zeitungen als Untertitel der Quotidiana

Die negative Entwicklung führen Beobachter auf die mangelnde Akzeptanz des Rumantsch Grischun bei den rund 60'000 Romanischsprechenden zurück. Die Leser schätzten nicht, dass Inlandnachrichten einfach vom Deutschen ins Rumantsch Grischun übersetzt wurden und sie damit lesen sollten, was sie bereits aus den deutschsprachigen Zeitungen erfahren hatten. Im Engadin setzte die dreimal wöchentlich erscheinende Engadiner Post wegen der Aufgabe des Fögl Ladin mit dem Erscheinen der Quotidiana gar eine neue Rubrik Posta Ladina ein. Schon ein Jahr nach Gründung der Quotidiana wurde das Konzept deshalb umgestellt. Sie wurde zum – inhaltlich reduzierten – Mantel der früheren regionalen Blätter, deren Namen nun im Untertitel eingesetzt wurden. Auch dieses Konzept sei bisher erfolglos, da die Leser zu wenig an Nachrichten aus anderen Gebieten und Idiomen interessiert seien.
2017 wurde bekannt, dass das Verlagshaus Somedia das jährliche Defizit der Zeitung von rund 300'000 Franken nicht länger decken wolle und die Zeitung auf Ende 2017 einstelle, wenn es keine Lösung gebe. Dem langjährigen Chefredaktor, Martin Cabalzar, wurde deshalb vorsorglich per Ende 2017 gekündigt. Im August 2017 wurde eine Übergangslösung für ein Jahr gefunden: der Bund, der Kanton Graubünden und der rätoromanische Dachverband «Lia Rumantscha» übernahmen die Hälfte des Defizites für 2018. Damit wurde die Zeitspanne verlängert, um eine längerfristige Lösung für La Quotidiana zu finden, wobei jedoch nicht geklärt war, in welcher Form künftig die rätoromanischen News verbreitet werden sollen. Das Projekt «Medias rumantschas 2019» der Lia Rumantscha sollte dies im Laufe des Jahres 2018 definieren.
Im Oktober 2018 stellte die Lia Rumantscha das Konzept vor. Danach solle eine neue, von Bund und Kanton Graubünden finanzierte Nachrichtenagentur das Bestehen der finanziell unter Druck stehenden rätoromanischen Medien sichern. Dafür solle eine neu zu gründende Stiftung «Fundaziun Medias Rumantschas» eine zwölfköpfige Redaktion auf die Beine stellen, die ihre Texte primär den rätoromanischen Medien kostenlos zur Verfügung stellen solle. Die neue Nachrichtenagentur solle die ANR ablösen und statt wie diese 1,2 Millionen Franken jährlich 2,15 Millionen Franken erhalten.
Das Konzept wurde 2019 umgesetzt, die Stiftung Fundaziun Medias Rumantschas gegründet und die ANR entsprechend umbenannt. Das Budget wurde auf knapp 1,8 Mio. Franken festgesetzt, davon kommen 745'000 Franken vom Kanton Graubünden und rund 1 Mio. Franken vom Bund. Die Stiftung nahm Mitte Juli 2019 ihre Tätigkeit auf, die neue Redaktionsstruktur stand Anfang 2020. Chefredaktor wurde der von der Radiotelevisiun Svizra Rumantscha (RTR) kommende David Truttmann. Die FMR wirkt nicht nur als Nachrichtenagentur, sondern produziert die Quotidiana vollständig, einschliesslich Layout.